# Elements (Ludovico-Einaudi-Album)
Elements ist ein Studioalbum des italienischen Komponisten und Pianisten Ludovico Einaudi. Es wurde 2015 beim Label Decca Records veröffentlicht. Zugleich erschienen die Noten der einzelnen Stücke bei Chester Music.

## Titelliste
Alle Titel wurden von Ludovico Einaudi komponiert. Er spielt außer Klavier auch Fender Rhodes und Gitarre, daneben wirken weitere Musiker mit, darunter Daniel Hope (Violine) und das Kammerorchester Amsterdam Sinfonietta.
| #  | Titel           | Dauer |
| -- | --------------- | ----- |
| 1  | petricor        | 6:34  |
| 2  | night           | 5:30  |
| 3  | drop            | 5:00  |
| 4  | four dimensions | 4:42  |
| 5  | elements        | 6:05  |
| 6  | whirling winds  | 5:58  |
| 7  | twice           | 5:21  |
| 8  | abc             | 3:05  |
| 9  | numbers         | 4:35  |
| 10 | mountain        | 6:13  |
| 11 | logos           | 6:23  |
| 12 | song for gavin  | 3:18  |